# Qingming
El qingming (xinès tradicional: 清明節, xinès simplificat: 清明节, pinyin: Qīngmíng jié, literalment 'Festival de la puresa brillant') és un festival xinès on s'acudeix a escombrar la tomba dels avantpassats, netejar-la, treure les males herbes i a retre'ls homenatge. Se'ls porta també menjar i ofrenes perquè protegeixin la família. Té el seu origen en un festival anterior, anomenat Hanshi, instaurat pel Duc Wen de Jin per homenatjar el seu servent preferit. També s'homenatgen en aquest dia els morts en les Protestes de la plaça de Tian'anmen de 1989, si bé de manera no oficial. Per recordar els que ja han mort i poden intercedir davant dels déus es cremen uns bitllets amb desitjos i pregàries. En els temps moderns s'han substituït de vegades per ofrenes de flors. El qinming se celebra també entre comunitats de la diàspora xinesa i en altres països asiàtics, amb variants locals del nom.

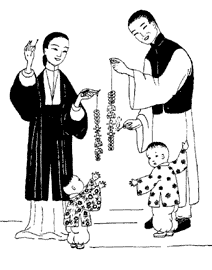
Dibuix on una família xinesa prepara els bitllets per a cremar-los a les tombes

Després de la visita a la tomba, té lloc una festa on es balla i es menja en família. En algunes zones el menjar ha de ser cru, ja que es prohibeix encendre focs per respecte als morts. Alguns plats típics del festival són els dumpling farcits (boletes d'arròs embolcallades de pasta de mongeta verda i amb verdures a l'interior), els pastissos cruixents i una espècie de crep feta d'ordi. En algunes regions també és costum menjar plats a base de cargols. Abans del segle xx, al sud del país es decoraven ous. Els infants volen estels que tenen la forma d'animals propis de l'òpera. A la nit continuen volant però se'ls afegeixen petites llanternes que fa que semblin estrelles. Antigament després del festival es tallava la corda perquè l'estel alliberat pugés al cel com a signe de bona sort.
Com que el festival cau la primera setmana d'abril, s'hi han associat diversos ritus agrícoles d'inici de la temporada de primavera. Un d'ells és la processó amb branques de salze en alguns pobles per protegir els camps dels mals esperits. Aquest ritual se celebra a la província de Henan des del segle i. Les branques beneïdes es col·loquen després sobre la porta de casa. Un altre ritual és pregar mentre es comencen a llaurar els camps, ja que es considera que a partir del festival les temperatures pugen i no moriran les llavors.
Igualment és la data quan les parelles comencen a sortir juntes de manera oficial fins al casament. Les fulles de te collides abans d'aquest dia es consideren de més bon gust i tenen un preu més alt al mercat. La festa apareix en nombroses pintures i obres literàries, entre les quals destaquen el poema homònim de Du Mu i la pintura de Zhang Zeduan.
El festival combina moments alegres i tristos: alegres per l'inici de la primavera i la celebració de la vida però també tristos pel record dels qui ja no hi són. Per això simbolitza tota l'existència, on conviuen les emocions perquè la gent neix i mor en un cicle inevitable. L'origen, on un servent lleial mor però alhora rep l'agraïment del seu senyor, combina igualment aquest caràcter ambivalent.